# 肯普弗尔巴赫
肯普弗尔巴赫是德国巴登-符腾堡州的一个市镇。总面积13.64平方公里，总人口6207人，其中男性3065人，女性3142人（2011年12月31日），人口密度455人/平方公里。